# Portland, Oregon
Portland je najveći grad u američkoj saveznoj državi Oregon i sjedište okruga Multnomah. Nalazi se na rijeci Willamette neposredno prije njezina ušća u rijeku Columbiju u sjeverozapadnom dijelu Oregona i neposrednoj blizini granice sa saveznom državom Washington. Prema procjeni Američkog ureda za popis stanovništva u srpnju 2003. grad je imao 538.544 stanovnika, što je porast od 1,7% u odnosu na popis stanovništva iz 2000. kada je imao 529.121 stanovnika.
Portlandovo metropolitansko područje obuhvaća okruge Multnomah, Washington i Clackamas, a djelomično i okruge Columbia i Yamhill u saveznoj državi Oregon, te okrug Clark u saveznoj državi Washington. Neposredno metropolitansko područje je u srpnju 2003. imalo 2,016.357 stanovnika, što 5.2% više u odnosu na popis iz 2000.
Portland je i grad iz kojeg dolazi poznata momčad NBA lige Portland Trail Blazers.

## Vanjske poveznice
- Službene internet stranice grada Portlanda